# Pan de Azucar (Insel)
Pan de Azucar ist eine Insel der Philippinen in der Region der Western Visayas und auch bekannt unter dem Namen Tampisaw Island. Die Insel gehört zum Verwaltungsgebiet der Gemeinde Concepcion, Provinz Iloilo. Sie liegt am nördlichen Ausgang der Guimaras-Straße, in der westlichen Visayas-See, ca. 3 km östlich der Insel Panay. Mit einer Fläche von 18,4 km² ist sie die größte Insel einer Inselgruppe, die der Concepcion Bay vorgelagert und regional als Concepcion Islands bekannt ist. Zu dieser Inselgruppe gehören unter anderem Tago-, Igbon-, Malangabang- und Botlog Island.
Die Insel Pan de Azucar ist bewohnt und im Sitio Ponting befindet sich auch ein kleines Hotel. Der spanische Name Pan de Azucar bedeutet Zuckerhut und spielt auf den 606 Meter hohen Mount Manaphag an. Er erhebt sich wie ein Turm über die Insel und ist ein mögliches Ziel für Bergsteiger und anderen Touristen. Die Inseln haben auch andere touristisch interessante Punkte zu bieten wie weiße Sandstrände, hochaufragende Felskliffe und Höhlensysteme.
Die Insel ist mit einer dichten tropischen Vegetation überzogen und kann von dem Fischereihafen im Barangay Tambaliza aus erreicht werden. Die Überfahrt dauert ca. 30 Minuten.